# Monodelphis arlindoi
Monodelphis arlindoi — вид сумчастих ссавців родини Опосумові (Didelphidae). 

## Етимологія
Назва дана на честь Арліндо Пінто де Соуза Жуніор (порт. Arlindo Pinto de Souza Júnior, 1958–2009), на знак визнання всього відданості протягом життя підготовці ссавців для колекції ссавців порт. Museu Paraense Emílio Goeldi, у тому числі кілька примірників, розглянутих у даному дослідженні.

## Опис
Голова й тіло в середньому 133 мм для дорослих самиць і 149 мм для дорослих самців. Хвіст короткий, трохи більше, ніж половина довжини голови й тіла. Вуха маленькі, рівномірно коричневі, покриті всередині й зовні дуже коротким і тонким волоссям, бурого або золотистого кольору.
Спинна шерсть з сивиною, сірого кольору смугою по середині спини, що контрастує з червонуватими боками; голови шерсть червонувата з боків, з вузькою серединною спинною смугою, зазвичай погано визначеною; горло і підборіддя чітко червонуваті. Низ від сірувато-кремового до жовтуватого, різко відрізняється від червонуватих боків. Хвіст зверху кольору спинного хутра на близько третині хвостової довжини. Хутро поступово стає рідшим і коротшим в напрямі до кінця хвоста. Непокрита частина хвоста слабо двоколірна (коричнева зверху і світліше коричнева знизу).  Хвостові луски малі, коричневі, і прямокутної форми.

## Поширення
Центрально-південна Гаяна та Бразилія. Ніякі інші види на М. brevicaudata комплексу не були знайдені в симпатрії з М. arlindoi.